# Polystachya bancoensis
Polystachya bancoensis är en orkidéart som beskrevs av Burg. Polystachya bancoensis ingår i släktet Polystachya och familjen orkidéer. Inga underarter finns listade i Catalogue of Life.